# Sadiman
Le Sadiman est un volcan éteint de Tanzanie. Son dôme érodé culmine à 2 870 m et se trouve au cœur du massif du Ngorongoro, entre le cratère du Ngorongoro et celui du Lemagrut.
Le Sadiman a été actif entre 4,8 et 3,3 millions d'années. Une de ses éruptions pourrait avoir été à l'origine des conditions favorables pour la constitution du site paléontologique de Laetoli, où l'équipe de Mary Leakey a découvert en 1976-1977 une piste d'hominidés fossilisée.